# Отто Ферро
Отто Ферро (нім. Otto Ferro; 24 січня 1911, Гамбург — 12 грудня 1943, Атлантичний океан) — німецький офіцер-підводник, оберлейтенант-цур-зее крігсмаріне.

## Біографія
29 серпня 1940 року вступив на флот. З 13 червня 1941 року — 1-й вахтовий офіцер на підводному човні U-332. З 16 серпня по 25 вересня 1942 року пройшов курс командира човна. З 22 жовтня 1942 року — командир U-645, на якому здійснив 3 походи (разом 131 день в морі). 24 грудня 1943 року U-645 і всі 55 членів екіпажу зникли безвісти в Північній Атлантиці.
Всього за час бойових дій потопив 2 кораблі загальною водотоннажністю 12 788 тонн. 
| Дата            | Назва корабля      | Тип               | Тоннаж | Вантаж | Екіпаж | Загинули | Країна | Конвой |
| --------------- | ------------------ | ----------------- | ------ | --- | ------ | -------- | ------ | ------ |
| 20 вересня 1943 | Frederick Douglass | Торговий пароплав | 7,176  | Баласт (пісок) | 70     | 0        | США    | ON-202 |
| 9 жовтня 1943   | Yorkmar            | Торговий пароплав | 5,612  | 6584 тонни зерна та 2156 тонн генеральних вантажів, включаючи молочну продукцію, запчастини до вантажівок і боєприпаси до вантажівок, а також рами вантажівок як палубний вантаж | 67     | 13       | США    | SC-143 |

## Звання
- Рекрут (29 серпня 1940)
- Кандидат в офіцери резерву (1 грудня 1940)
- Штурман (1 січня 1941)
- Лейтенант-цур-зее резерву (1 серпня 1941)
- Оберлейтенант-цур-зее резерву (1 квітня 1943)

## Нагороди
- Нагрудний знак підводника (14 квітня 1942)
- Залізний хрест
  - 2-го класу (14 квітня 1942)
  - 1-го класу (26 червня 1943)